# Thalictrum chelidonii
Thalictrum chelidonii là một loài thực vật có hoa trong họ Mao lương. Loài này được DC. miêu tả khoa học đầu tiên năm 1824.

## Hình ảnh

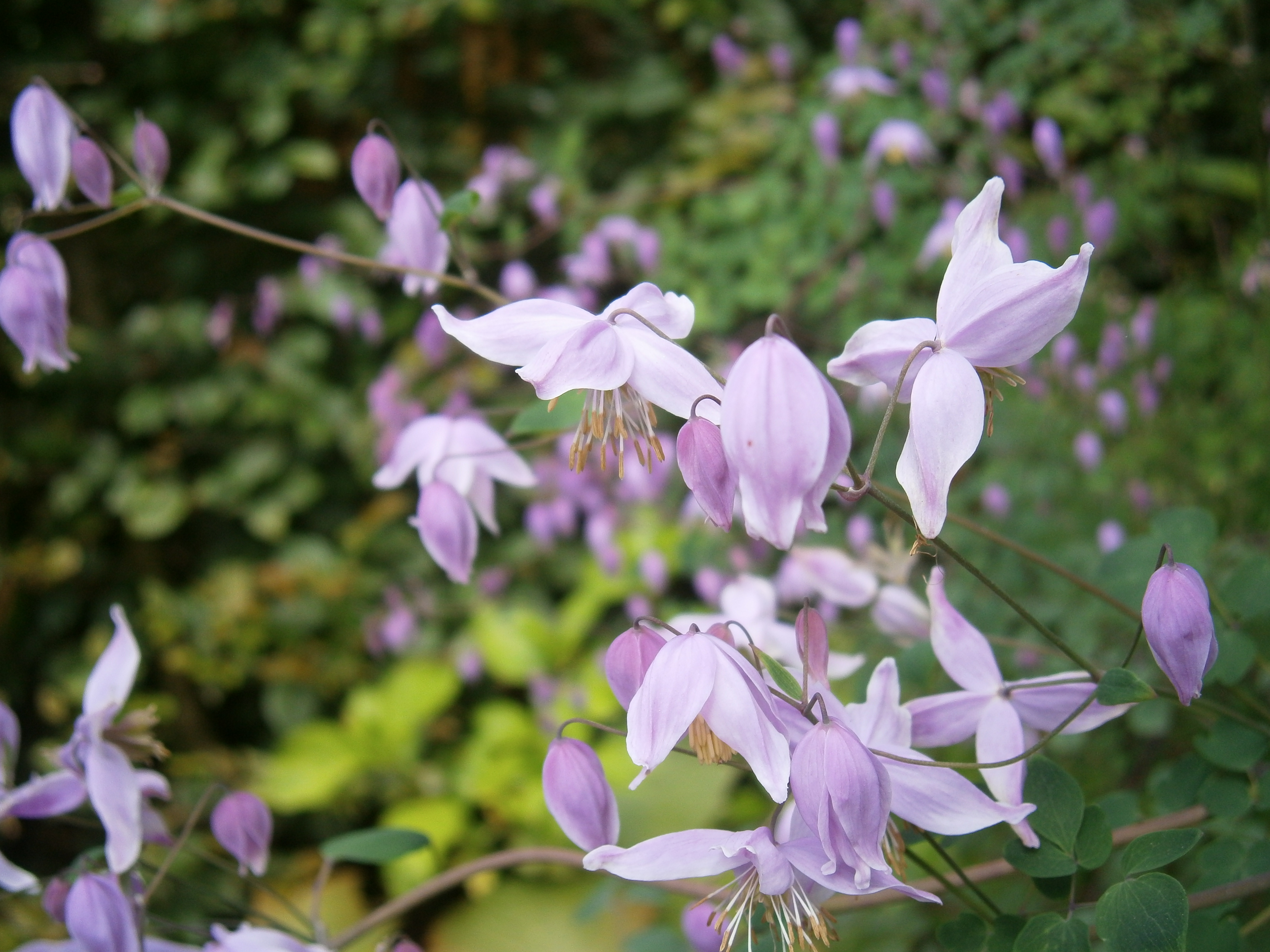
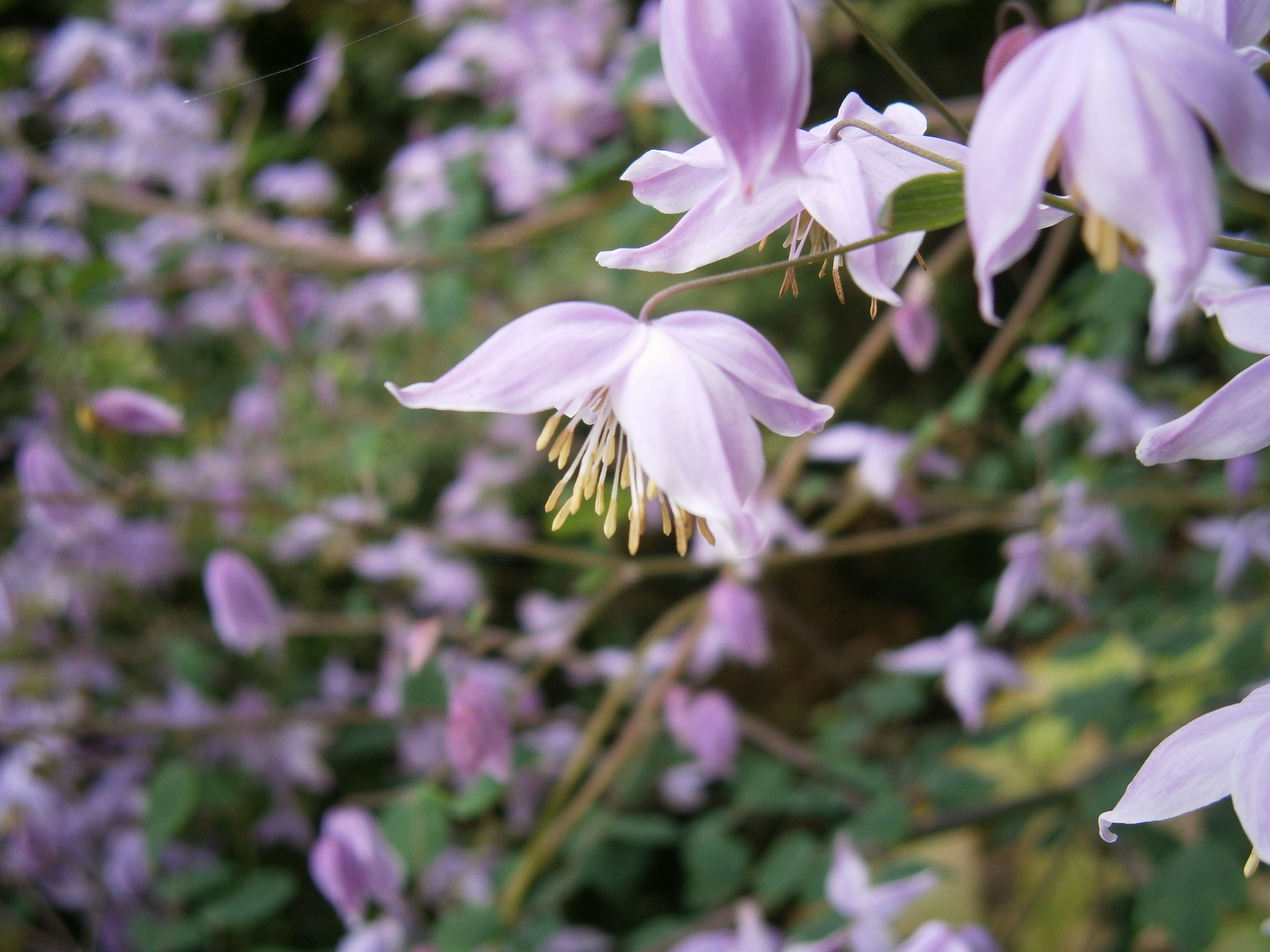